# إبراهيم بن هشام بن إسماعيل
إبراهيم بن هشام بن إسماعيل بن هشام بن الوليد بن المغيرة المخزومي ولاّه ابن أخته هشام بن عبد الملك مكة والمدينة سنة 106 هـ وعزله سنة 114 هـ، مات في الحبس بالكوفة هو وأخية محمد بعد أن عذبهم يوسف بن عمر بأمر من الوليد بن يزيد.

## نسبه
إبراهيم بن هشام بن إسماعيل بن هشام بن الوليد بن المغيرة بن عبد الله بن عمرو بن مخزوم بن يقظة بن مرة بن كعب بن لؤي بن غالب بن فهر بن مالك بن النضر بن كنانة بن خزيمة بن مدركة بن إلياس بن مضر بن نزار بن معد بن عدنان.
القرشي المخزومي